# Playoffs NBA 1959
Los Playoffs de la NBA de 1959 fueron el torneo final de la temporada 1958-59 de la NBA. Concluyó con la victoria de Boston Celtics, campeón de la División Este, sobre Minneapolis Lakers, campeón de la División Oeste, por 4–0.
Este fue el segundo campeonato para los Celtics, siendo además las primeras Finales entre Lakers y Celtics. Hasta la fecha, las franquicias se han encontrado en las Finales en 12 ocasiones. Boston ganó las primeras nueve Finales, lo que hizo crecer la rivalidad de estos equipos, que se hizo presente durante tres décadas (los años 1950, años 1960 y años 1980), los Lakers finalmente ganarían a los Celtics para conseguir el título en 1985, en 1987 y en 2010.
Esta sería la última final Celtics/Lakers en la que los Lakers disputasen sus partidos en su antigua sede, Minneapolis. Los Lakers sólo estarían un año más en Minneapolis antes de moverse a su actual casa, Los Ángeles.

## Tabla
|  | Semifinales de División | Semifinales de División | Semifinales de División |   |  | Finales de División | Finales de División | Finales de División |  |  | Finales de la NBA | Finales de la NBA | Finales de la NBA |
|  |                         |                         |                         |   |  |                     |                     |                     |  |  |                   |                   |                   |
|  | E3                      | Syracuse                | 2                       |   |  | E1                  | Boston*             | 4                   |  |  |                   |                   |                   |
|  | E3                      | Syracuse                | 2                       |   |  | E1                  | Boston*             | 4                   |  |  |                   |                   |                   |
|  | E2                      | New York                | 0                       |   |  | E3                  | Syracuse            | 3                   |  |  |                   |                   |                   |
|  | E2                      | New York                | 0                       |   |  | E3                  | Syracuse            | 3                   |  |  |                   |                   |                   |
|  |                         |                         |                         |   |  | División Este       |                     |                     |  |  |                   |                   |                   |
|  |                         |                         |                         |   |  |                     |                     |                     |  |  |                   |                   |                   |
|  |                         |                         |                         |   |  |                     |                     |                     |  |  | E1                | Boston*           | 4                 |
|  |                         |                         |                         |   |  |                     |                     |                     |  |  | E1                | Boston*           | 4                 |
|  |                         | W2                      | Minneapolis             | 0 |  |                     |                     |                     |  |  |                   |                   |                   |
|  |                         |                         |                         |   |  |                     |                     |                     |  |  |                   |                   |                   |
|  |                         |                         |                         |   |  |                     |                     |                     |  |  |                   |                   |                   |
|  |                         |                         |                         |   |  |                     |                     |                     |  |  |                   |                   |                   |
|  | W3                      | Detroit                 | 1                       |   |  | W1                  | St. Louis*          | 2                   |  |  |                   |                   |                   |
|  | W3                      | Detroit                 | 1                       |   |  | W1                  | St. Louis*          | 2                   |  |  |                   |                   |                   |
|  | W2                      | Minneapolis             | 2                       |   |  | W2                  | Minneapolis         | 4                   |  |  |                   |                   |                   |
|  | W2                      | Minneapolis             | 2                       |   |  | W2                  | Minneapolis         | 4                   |  |  |                   |                   |                   |
|  |                         |                         |                         |   |  | División Oeste      |                     |                     |  |  |                   |                   |                   |
|  |                         |                         |                         |   |  |                     |                     |                     |  |  |                   |                   |                   |

## Semifinales de División

### Semifinales División Este

#### (2) New York Knicks vs. (3) Syracuse Nationals
| 13 de marzo                     | Syracuse Nationals                                      | 129–123         | New York Knicks                               |                                                          |  |  |
|                                 | Parciales: 36–29, 31–27, 40–38, 22–29                   |                 |                                               |                                                          |  |  |
|                                 | Estadísticas Dolph Schayes 35 Schayes, Kerr 14 cada uno | Reporte Pts Reb | Estadísticas Richie Guerin 24 Charlie Tyra 17 | Pabellón: Madison Square Garden III, Manhattan, New York |  |  |
| Syracuse lidera las series, 1–0 |                                                         |                 |                                               |                                                          |  |  |
|                                 |                                                         |                 |                                               |                                                          |  |  |

| 15 de marzo                   | New York Knicks                       | 115–131     | Syracuse Nationals                   |                                                     |  |  |
|                               | Parciales: 27–26, 25–37, 25–29, 38–39 |             |                                      |                                                     |  |  |
|                               | Estadísticas Willie Naulls 26         | Reporte Pts | Estadísticas Red Kerr 34 Red Kerr 18 | Pabellón: Onondaga War Memorial, Syracuse, New York |  |  |
| Syracuse gana las series, 2–0 |                                       |             |                                      |                                                     |  |  |
|                               |                                       |             |                                      |                                                     |  |  |

Éste fue el quinto enfrentamiento en playoffs entre ambos equipos.Ambos ganaron dos de los cuatro anteriores.
| 1950 | New York Knicks | 1–2 | Syracuse Nationals |                                        |
|      |                 |     |                    |                                        |
|      |                 |     |                    | Pabellón: 1950 Eastern Division Finals |

| 1951 | New York Knicks | 3–2 | Syracuse Nationals |                                        |
|      |                 |     |                    |                                        |
|      |                 |     |                    | Pabellón: 1951 Eastern Division Finals |

| 1952 | New York Knicks | 3–1 | Syracuse Nationals |                                        |
|      |                 |     |                    |                                        |
|      |                 |     |                    | Pabellón: 1952 Eastern Division Finals |

| 1954 | New York Knicks | 0–2 | Syracuse Nationals |                                                        |
|      |                 |     |                    |                                                        |
|      |                 |     |                    | Pabellón: 1954 Eastern Division Round Robin Semifinals |

### Semifinales División Oeste

#### (2) Minneapolis Lakers vs. (3) Detroit Pistons
| 14 de marzo                        | Detroit Pistons                       | 89–92       | Minneapolis Lakers          |                                                          |  |  |
|                                    | Parciales: 23–26, 15–19, 29–23, 22–24 |             |                             |                                                          |  |  |
|                                    | Estadísticas Phil Jordon 22           | Reporte Pts | Estadísticas Larry Foust 17 | Pabellón: Minneapolis Auditorium, Minneapolis, Minnesota |  |  |
| Minneapolis lidera las series, 1–0 |                                       |             |                             |                                                          |  |  |
|                                    |                                       |             |                             |                                                          |  |  |

| 15 de marzo           | Minneapolis Lakers                    | 103–117     | Detroit Pistons           |                                              |  |  |
|                       | Parciales: 21–32, 19–20, 31–40, 32–25 |             |                           |                                              |  |  |
|                       | Estadísticas Elgin Baylor 26          | Reporte Pts | Estadísticas Gene Shue 32 | Pabellón: Detroit Olympia, Detroit, Míchigan |  |  |
| Series empatadas, 1–1 |                                       |             |                           |                                              |  |  |
|                       |                                       |             |                           |                                              |  |  |

| 18 de marzo                      | Detroit Pistons                       | 102–129     | Minneapolis Lakers           |                                                          |  |  |
|                                  | Parciales: 28–25, 26–31, 26–33, 22–40 |             |                              |                                                          |  |  |
|                                  | Estadísticas Gene Shue 31             | Reporte Pts | Estadísticas Elgin Baylor 30 | Pabellón: Minneapolis Auditorium, Minneapolis, Minnesota |  |  |
| Minneapolis gana las series, 2–1 |                                       |             |                              |                                                          |  |  |
|                                  |                                       |             |                              |                                                          |  |  |

Este fue el sexto encuentro de playoffs entre estos dos equipos, con los Lakers ganando cuatro de los cinco primeros, cuando los Pistons tenían su sede en Fort Wayne.
| 1950 | Fort Wayne Pistons | 0–2 | Minneapolis Lakers |                                        |
|      |                    |     |                    |                                        |
|      |                    |     |                    | Pabellón: 1950 Central Division Finals |

| 1953 | Fort Wayne Pistons | 2–3 | Minneapolis Lakers |                                        |
|      |                    |     |                    |                                        |
|      |                    |     |                    | Pabellón: 1953 Western Division Finals |

| 1954 | Fort Wayne Pistons | 0–2 | Minneapolis Lakers |                                                        |
|      |                    |     |                    |                                                        |
|      |                    |     |                    | Pabellón: 1954 Western Division Round Robin Semifinals |

| 1955 | Fort Wayne Pistons | 3–1 | Minneapolis Lakers |                                        |
|      |                    |     |                    |                                        |
|      |                    |     |                    | Pabellón: 1955 Western Division Finals |

| 1957 | Fort Wayne Pistons | 0–2 | Minneapolis Lakers |                                            |
|      |                    |     |                    |                                            |
|      |                    |     |                    | Pabellón: 1957 Western Division Semifinals |

## Finales de División

### Finales División Este

#### (1) Boston Celtics vs. (3) Syracuse Nationals
| March 18                      | Syracuse Nationals                               | 109–131         | Boston Celtics                               |                                                |  |  |
|                               | Parciales: 17–27, 38–42, 26–29, 28–33            |                 |                                              |                                                |  |  |
|                               | Estadísticas George Yardley 30 George Yardley 17 | Reporte Pts Reb | Estadísticas Tom Heinsohn 28 Bill Russell 32 | Pabellón: Boston Garden, Boston, Massachusetts |  |  |
| Boston lidera las series, 1–0 |                                                  |                 |                                              |                                                |  |  |
|                               |                                                  |                 |                                              |                                                |  |  |

| 21 de marzo           | Boston Celtics                            | 118–120         | Syracuse Nationals                                      |                                                     |  |  |
|                       | Parciales: 25–28, 35–29, 31–35, 27–28     |                 |                                                         |                                                     |  |  |
|                       | Estadísticas Bob Cousy 27 Bill Russell 19 | Reporte Pts Reb | Estadísticas Dolph Schayes 34 Schayes, Kerr 17 cada uno | Pabellón: Onondaga War Memorial, Syracuse, New York |  |  |
| Series empatadas, 1–1 |                                           |                 |                                                         |                                                     |  |  |
|                       |                                           |                 |                                                         |                                                     |  |  |

| 22 de marzo                   | Syracuse Nationals                               | 111–133         | Boston Celtics                               |                                                |  |  |
|                               | Parciales: 27–31, 18–34, 33–37, 33–31            |                 |                                              |                                                |  |  |
|                               | Estadísticas Dolph Schayes 21 Connie Dierking 11 | Reporte Pts Reb | Estadísticas Frank Ramsey 24 Bill Russell 27 | Pabellón: Boston Garden, Boston, Massachusetts |  |  |
| Boston lidera las series, 2–1 |                                                  |                 |                                              |                                                |  |  |
|                               |                                                  |                 |                                              |                                                |  |  |

| 25 de marzo           | Boston Celtics                               | 107–119         | Syracuse Nationals                             |                                                     |  |  |
|                       | Parciales: 21–22, 32–40, 30–27, 24–30        |                 |                                                |                                                     |  |  |
|                       | Estadísticas Frank Ramsey 29 Bill Russell 21 | Reporte Pts Reb | Estadísticas Dolph Schayes 28 Dolph Schayes 18 | Pabellón: Onondaga War Memorial, Syracuse, New York |  |  |
| Series empatadas, 2–2 |                                              |                 |                                                |                                                     |  |  |
|                       |                                              |                 |                                                |                                                     |  |  |

| 28 de marzo                   | Syracuse Nationals                                       | 108–129         | Boston Celtics                            |                                                |  |  |
|                               | Parciales: 32–35, 27–28, 26–30, 23–36                    |                 |                                           |                                                |  |  |
|                               | Estadísticas George Yardley 23 Schayes, Kerr 11 cada uno | Reporte Pts Reb | Estadísticas Bob Cousy 27 Bill Russell 32 | Pabellón: Boston Garden, Boston, Massachusetts |  |  |
| Boston lidera las series, 3–2 |                                                          |                 |                                           |                                                |  |  |
|                               |                                                          |                 |                                           |                                                |  |  |

| 29 de marzo           | Boston Celtics                               | 121–133         | Syracuse Nationals                             |                                                     |  |  |
|                       | Parciales: 28–29, 30–38, 31–32, 32–34        |                 |                                                |                                                     |  |  |
|                       | Estadísticas Frank Ramsey 26 Bill Russell 24 | Reporte Pts Reb | Estadísticas Dolph Schayes 39 Dolph Schayes 12 | Pabellón: Onondaga War Memorial, Syracuse, New York |  |  |
| Series empatadas, 3–3 |                                              |                 |                                                |                                                     |  |  |
|                       |                                              |                 |                                                |                                                     |  |  |

| 1 de abril                  | Syracuse Nationals                                                          | 125–130              | Boston Celtics                                            |                                                |  |  |
|                             | Parciales: 32–26, 36–34, 26–35, 31–35                                       |                      |                                                           |                                                |  |  |
|                             | Estadísticas Dolph Schayes 35 Dolph Schayes 16 Schayes, Costello 9 cada uno | Reporte Pts Reb Asts | Estadísticas Frank Ramsey 28 Bill Russell 32 Bob Cousy 10 | Pabellón: Boston Garden, Boston, Massachusetts |  |  |
| Boston gana las series, 4–3 |                                                                             |                      |                                                           |                                                |  |  |
|                             |                                                                             |                      |                                                           |                                                |  |  |

Esta fue la séptima confrontación de playoffs entre estos dos equipos, con los Nationals ganando cuatro de las seis primeras.
| 1953 | Boston Celtics | 2–0 | Syracuse Nationals |                                            |
|      |                |     |                    |                                            |
|      |                |     |                    | Pabellón: 1953 Eastern Division Semifinals |

| 1954 | Boston Celtics | 0–2 | Syracuse Nationals |                                                        |
|      |                |     |                    |                                                        |
|      |                |     |                    | Pabellón: 1954 Eastern Division Round Robin Semifinals |

| 1954 | Boston Celtics | 0–2 | Syracuse Nationals |                                        |
|      |                |     |                    |                                        |
|      |                |     |                    | Pabellón: 1954 Eastern Division Finals |

| 1955 | Boston Celtics | 1–3 | Syracuse Nationals |                                        |
|      |                |     |                    |                                        |
|      |                |     |                    | Pabellón: 1955 Eastern Division Finals |

| 1956 | Boston Celtics | 1–2 | Syracuse Nationals |                                            |
|      |                |     |                    |                                            |
|      |                |     |                    | Pabellón: 1956 Eastern Division Semifinals |

| 1957 | Boston Celtics | 3–0 | Syracuse Nationals |                                        |
|      |                |     |                    |                                        |
|      |                |     |                    | Pabellón: 1957 Eastern Division Finals |

### Finales División Oeste

#### (1) St. Louis Hawks vs. (2) Minneapolis Lakers
| 21 de marzo                      | Minneapolis Lakers                    | 90–124      | St. Louis Hawks             |                                             |  |  |
|                                  | Parciales: 20–27, 18–30, 30–30, 22–37 |             |                             |                                             |  |  |
|                                  | Estadísticas Elgin Baylor 21          | Reporte Pts | Estadísticas Cliff Hagan 40 | Pabellón: Kiel Auditorium, San Luis, Misuri |  |  |
| St. Louis lidera las series, 1–0 |                                       |             |                             |                                             |  |  |
|                                  |                                       |             |                             |                                             |  |  |

| 22 de marzo           | St. Louis Hawks                          | 98–106          | Minneapolis Lakers                           |                                                                                              |  |  |
|                       | Parciales: 20–29, 25–21, 21–24, 32–32    |                 |                                              |                                                                                              |  |  |
|                       | Estadísticas Cliff Hagan 27 Bob Pettit 7 | Reporte Pts Reb | Estadísticas Elgin Baylor 33 Elgin Baylor 15 | Pabellón: Minneapolis Auditorium, Minneapolis, Minnesota Árbitros: Mendy Rudolph, Arnie Heft |  |  |
| Series empatadas, 1–1 |                                          |                 |                                              |                                                                                              |  |  |
|                       |                                          |                 |                                              |                                                                                              |  |  |

| 24 de marzo                     | Minneapolis Lakers                                      | 97–127          | St. Louis Hawks                           | |  |  |
|                                 | Parciales: 21–34, 18–29, 28–30, 30–34                   |                 |                                           | |  |  |
|                                 | Estadísticas Baylor, Fleming 15 cada uno Elgin Baylor 8 | Reporte Pts Reb | Estadísticas Bob Pettit 39 Cliff Hagan 18 | Pabellón: Kiel Auditorium, San Luis, Misuri Asistencia: 9324 espectadores Árbitros: Sid Borgia, Jim Duffy |  |  |
| St. Louis lidea las series, 2–1 |                                                         |                 |                                           | |  |  |
|                                 |                                                         |                 |                                           | |  |  |

| 26 de marzo           | St. Louis Hawks                       | 98–108      | Minneapolis Lakers           |                                                                                          |  |  |
|                       | Parciales: 22–36, 23–23, 35–19, 18–30 |             |                              |                                                                                          |  |  |
|                       | Estadísticas Cliff Hagan 38           | Reporte Pts | Estadísticas Elgin Baylor 32 | Pabellón: Minneapolis Auditorium, Minneapolis, Minnesota Árbitros: Sid Borgia, Jim Duffy |  |  |
| Series empatadas, 2–2 |                                       |             |                              |                                                                                          |  |  |
|                       |                                       |             |                              |                                                                                          |  |  |

| 28 de marzo                        | Minneapolis Lakers                                | 98–97       | St. Louis Hawks            |                                             |  |  |
|                                    | Parciales: 31–23, 18–25, 22–25, 19–17 (T.E.: 8–7) |             |                            |                                             |  |  |
|                                    | Estadísticas Elgin Baylor 36                      | Reporte Pts | Estadísticas Bob Pettit 36 | Pabellón: Kiel Auditorium, San Luis, Misuri |  |  |
| Minneapolis lidera las series, 3–2 |                                                   |             |                            |                                             |  |  |
|                                    |                                                   |             |                            |                                             |  |  |

| 29 de marzo                      | St. Louis Hawks                                | 104–106         | Minneapolis Lakers                        | |  |  |
|                                  | Parciales: 28–32, 22–24, 29–32, 25–18          |                 |                                           | |  |  |
|                                  | Estadísticas Bob Pettit 24 Clyde Lovellette 15 | Reporte Pts Reb | Estadísticas Elgin Baylor 33 Boo Ellis 15 | Pabellón: Minneapolis Auditorium, Minneapolis, Minnesota Asistencia: 10 179 espectadores Árbitros: Mendy Rudolph, Arnie Heft |  |  |
| Minneapolis gana las series, 4–2 |                                                |                 |                                           | |  |  |
|                                  |                                                |                 |                                           | |  |  |

Esta fue la tercera confrontación de playoffs entre estos dos equipos, con loa Hawks ganando las dos primeras.
| 1956 | St. Louis Hawks | 2–1 | Minneapolis Lakers |                                            |
|      |                 |     |                    |                                            |
|      |                 |     |                    | Pabellón: 1956 Western Division Semifinals |

| 1957 | St. Louis Hawks | 3–0 | Minneapolis Lakers |                                        |
|      |                 |     |                    |                                        |
|      |                 |     |                    | Pabellón: 1957 Western Division Finals |

## Finales de la NBA: (E1) Boston Celtics vs. (W2) Minneapolis Lakers
| 4 de abril                    | Minneapolis Lakers                          | 115–118         | Boston Celtics                               |                                                                              |  |  |
|                               | Parciales: 29–29, 24–36, 31–19, 31–34       |                 |                                              |                                                                              |  |  |
|                               | Estadísticas Elgin Baylor 34 Larry Foust 19 | Reporte Pts Reb | Estadísticas Frank Ramsey 29 Bill Russell 28 | Pabellón: Boston Garden, Boston, Massachusetts Asistencia: 8195 espectadores |  |  |
| Boston lidera las series, 1–0 |                                             |                 |                                              |                                                                              |  |  |
|                               |                                             |                 |                                              |                                                                              |  |  |

| 5 de abril                    | Minneapolis Lakers                               | 108–128         | Boston Celtics                               |                                                                                |  |  |
|                               | Parciales: 17–32, 31–40, 37–28, 23–28            |                 |                                              |                                                                                |  |  |
|                               | Estadísticas Vern Mikkelsen 24 Steve Hamilton 13 | Reporte Pts Reb | Estadísticas Bill Sharman 28 Bill Russell 30 | Pabellón: Boston Garden, Boston, Massachusetts Asistencia: 11 082 espectadores |  |  |
| Boston lidera las series, 2–0 |                                                  |                 |                                              |                                                                                |  |  |
|                               |                                                  |                 |                                              |                                                                                |  |  |

| 7 de abril                    | Boston Celtics                               | 123–110         | Minneapolis Lakers                         |                                                                                      |  |  |
|                               | Parciales: 35–27, 34–26, 32–32, 22–25        |                 |                                            |                                                                                      |  |  |
|                               | Estadísticas Tom Heinsohn 26 Bill Russell 30 | Reporte Pts Reb | Estadísticas Larry Foust 26 Larry Foust 22 | Pabellón: St. Paul Auditorium, Saint Paul, Minnesota Asistencia: 11 272 espectadores |  |  |
| Boston lidera las series, 3–0 |                                              |                 |                                            |                                                                                      |  |  |
|                               |                                              |                 |                                            |                                                                                      |  |  |

| 9 de abril                  | Boston Celtics                               | 118–113         | Minneapolis Lakers                           |                                                                                        |  |  |
|                             | Parciales: 34–34, 30–28, 24–25, 30–26        |                 |                                              |                                                                                        |  |  |
|                             | Estadísticas Bill Sharman 29 Bill Russell 30 | Reporte Pts Reb | Estadísticas Elgin Baylor 30 Elgin Baylor 14 | Pabellón: Minneapolis Auditorium, Minneapolis, Minnesota Asistencia: 8124 espectadores |  |  |
| Boston gana las series, 4–0 |                                              |                 |                                              |                                                                                        |  |  |
|                             |                                              |                 |                                              |                                                                                        |  |  |

- ültimo partido de Vern Mikkelsen en la NBA.

Este fue el primer encuentro de playoffs entre estos dos equipos.